# Linee difensive tedesche in Italia
Questa voce è un elenco delle linee difensive approntate dalle truppe tedesche in Italia durante la seconda guerra mondiale, al fine di rallentare l'avanzata da parte delle truppe Alleate nella campagna d'Italia.
Molte di esse, realizzate soprattutto con il lavoro coatto della popolazione civile sotto la direzione dell'Organizzazione Todt, non furono mai realmente utilizzate per le velocità degli sfondamenti in battaglia; altre invece, divennero delle linee di fronte che bloccarono l'avanzata alleata per diversi mesi, come la linea Gustav e la linea Gotica.

## Linee difensive

### In Sicilia
- Linea Santo Stefano
- Linea di San Fratello
- Linea Tortorici

### In Italia centro-meridionale
- Linea del Volturno
- Linea Barbara
- Linea del Sangro
- Linea Bernhardt o Reinhard
- Linea Gustav o Invernale
- Linea Orange o Arancione
- Linea Dora I
- Linea Hitler poi Senger
- Linea Foro
- Linea Caesar o C
- Linea Dora II
- Linea E
- Linea Albert o del Trasimeno
- Linea Anton
- Linea Lilo
- Linea Hildegard o Hilde
- Linea Georg
- Linea Olga & Lydia
- Linea Paula I
- Linea Heinrich o dell'Arno
- Linea Vorfeld
- Linea Rote o Rossa

### In Italia settentrionale
- Linea Gotica
- Vallo Ligure
- Linea Erika o del Savio
- Linea Gudrun o del Ronco
- Linea Augsberger o del Montone/Lamone
- Linea Irmgard o del Senio
- Linea Laura o del Santerno
- Linea Paula II o del Sillaro
- Linea Anno o del Gaiana
- Linea Genghis Khan
- Linea di Monte San Michele
- Linea del Po
- Linea Veneziana
- Linea dell'Adige
- Linea del Brenta
- Linea del Piave
- Linea del Tagliamento
- Linea Blaue II o Blu II o Alpina
- Sbarramento di Ala
- Alpenfestung